# بطین
بُطِین (شِکمک) یا دلتا بره یک ستاره است که در صورت فلکی بره (برج حمل) قرار دارد.
نام بطین را ابوریحان بیرونی در آثار خود به‌کار برده و این نام از آنجا برداشت شده‌است. در متون قدیمی فارسی و عربی نام بطین را برای سه ستاره کم‌نور که در صورت فلکی دیگ‌پایه (شلیاق) واقع شده به‌کار می‌بردند و در کتاب جهان دانش در وصف آن‌ها آمده‌است که «سه ستارهٔ تاریکند بر شکل مثلثی بر دنبهٔ حمل، میان ایشان و میان شرطین مقدار نیزه‌ای است و ماه گاه گاه او را بپوشاند.»
بطین در صبح الاعشی این‌گونه توصیف شده که «از ستارگان منازل قمر است و آن تصغیر بطین است و از اینرو مصغر شده است تا فرقی میان آن و بطن‌الحوت یکی دیگر از منازل قمر باشد و بطین سه ستاره است به‌شکل دیگ‌پایه‌ها یا مثلث شکلی که دیگ را هنگام طبخ بر آن نهند و آن نزدیک بطن‌الحمل است یکی ستارهٔ آن تابان و دو دیگر کم‌نورند و این دو پس از طلوع ستاره تابان برآیند.
سعدی نیز می‌گوید:
ماه و پروین را نگر در قد او
همچنان کز بطن ماهی در بطین.
منزل دوم از منازل ماه نیز بطین نامیده می‌شد.